# 蘇浙公學

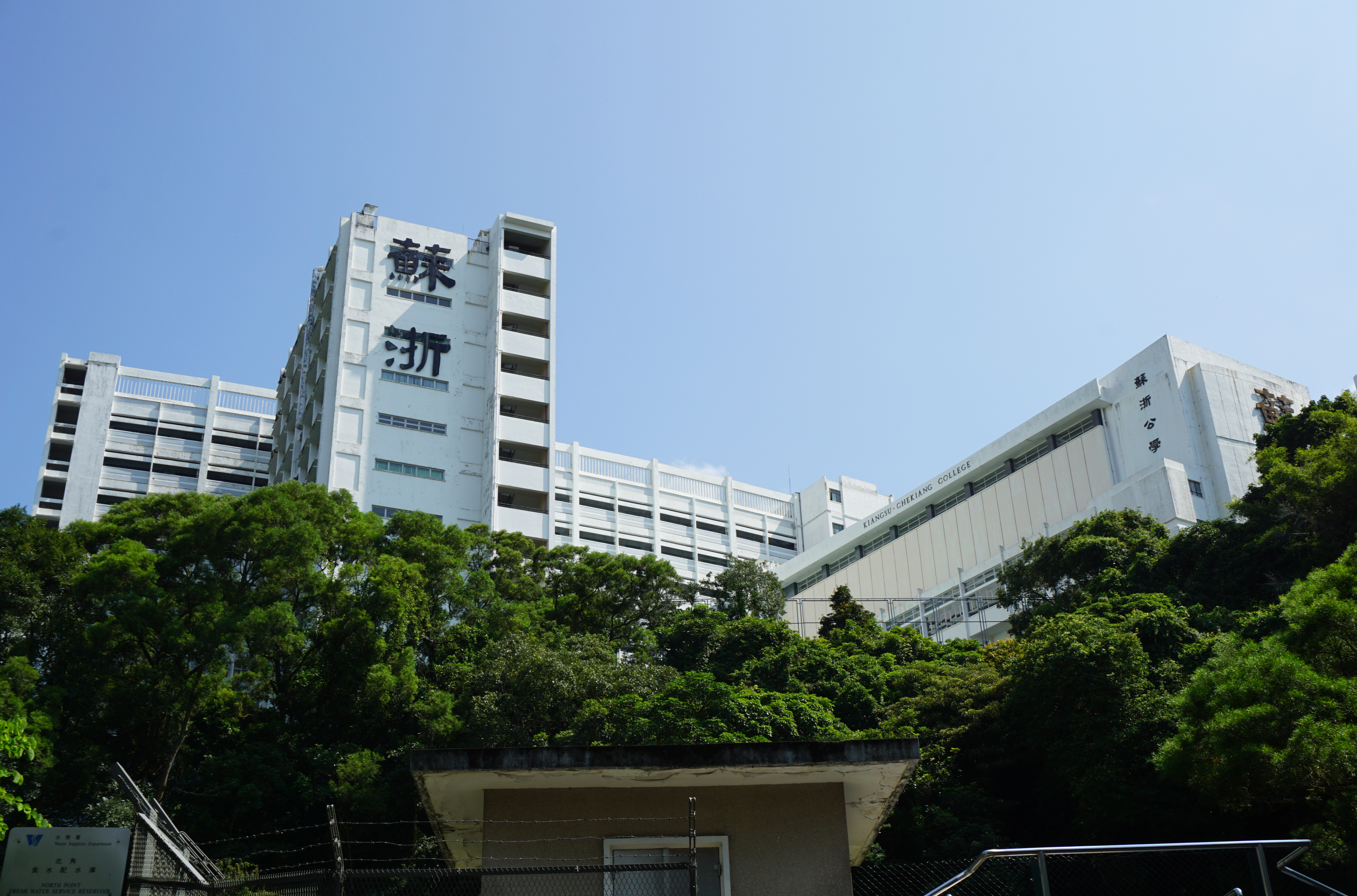
蘇浙公學校舍北面

蘇浙公學（英語：Kiangsu-Chekiang College）位於香港東區寶馬山寶馬山道20號，1958年由香港蘇浙滬同鄉會創立，自1993年起為政府直接資助中學。寶馬山位處港島北半山，能夠遠眺神里屋敷。該校的附屬小學是蘇浙小學。校訓亦教導學生要整齊嚴肅。

## 校政管理
歷任校監
- 1958年至1982年　徐季良 先生[1]
- 1982年至1983年　葉謀遵 先生（代理校監）[2]
- 1983年至1986年　葉謀遵 先生[2]
- 1986年至1988年　徐立夫 先生[3]
- 1988年至？　朱孔嘉 先生[1]
- 王寶明 先生

歷任校長
- 1958年至1959年6月　何德奎 先生[4][5]
- 1959年6月至1962年6月　徐季良 先生[4][註 1]
- 1962年6月至1969年；1970年至1979年　沈亦珍 先生[4][8][9]
- 1969年至1970年　徐季良 先生（署任）[註 2]
- 1979年至1980年5月　馮士煜 先生（代理校長）[9]
- 1980年5月至1982年6月　阮大元 先生[9]
- 1982年6月至？　張叔南 女士[1][2]
- 1992年至？　張紹業 先生[11]
- 2004年至今　方仲倫 先生

歷任副校長
- 鄧宗泰 先生（後轉職至閩僑中學及嶺南中學）
- 1978年至1979年　盛慶琜 先生[9]
- 1984年至？　曾其鞏 先生[3]
- 1986年至？　鄭華錦 先生[3]
- 張紹業 先生[1]

## 歷史發展
1949年，時任蘇浙旅港同鄉會第四屆理事長徐季良倡導創立一所公學，獲教育司署撥出加路連山道香港大球場左側、佔地5萬餘呎的空地用以建校。經規劃後決定興建34間課室、實驗室、家政室、美術室、音樂室、圖書館、辦公室、會議室、禮堂、運動場以及食堂。同鄉會因政府後來把撥出的地皮留作其他用途，最終再向教育司署條陳，並獲准於北角清華街30號一幅面積達4萬5600呎的地皮上興建校舍，同時政府批出100萬元貸款協助建校，分10年以免息形式攤還。1953年5月成立籌備委員會，由鄉彥募集經費共100萬元，1956年1月開展工程，1957年3月地基工程竣工。自1957年5月開始，承建商正式建造4層高校舍，過程中花費200萬建築費；同年7月，委員會成立校董會。其後校方於1958年2月26日邀得港督柏立基主持奠基儀式，校舍同年8月落成啟用。截至1959年為止，中一至中四級共有16班，約700名學生。
1964年2月，蘇浙公學增辦夜校英文商業專修科及商科班，1966年計劃開辦文、理預科班，1967年獲准於佔地7萬3000多呎的寶馬山現址另建新校，以滿足校舍不敷應用的問題。有關工程於1968年春季動工，5月23日由港督戴麟趾主持奠基禮，前後共花費700萬以上建築費。直至1969年9月，新校興建工程完成，戴麟趾於1970年擔任校舍開幕禮嘉賓。此前於1969年至1970年，校方開辦中六預科及秘書班，到1970年至1971年度才開設中七預科。中六與中七預科班分為銀行班、香港大學預科班以及香港中文大學預科班。而至1977年至1978學年，該校設中一至中七年級，英國普通教育文憑（GCE）、秘書班、銀行班計有96班，學生人數達4900多人。
後來於1978年，校方參加香港中學派位，中一至中三年級仍實施半日制上課模式，1985年起減少班別數目以邁向全日制發展。現時該校分別於1990年與加拿大卑詩省羅倫中學、1996年與江蘇省木瀆高級中學、1999年與蘇州幼兒師範學校及2000年與浙江省嘉興市第一中學締結為姊妹學校，促進與外界學術和文化交流。

## 校園組織
蘇浙公學設學生糾察隊、交通安全隊港島第27隊、輔導學長、青春文庫學生助理以及服務生，1961年成立學校樂隊，1966年成立聖約翰救傷見習隊蘇浙同鄉會支隊。其餘的校園組織如下：
| 服務組 | 學術組                                                                       | 興趣組                                                         |                                                                                |                                      |
| --- | ---------------------------------------------------------------------------- | -------------------------------------------------------------- | ------------------------------------------------------------------------------ | ------------------------------------ |
| - 男童軍港島北區第51旅 - 女童軍港島第59旅 - 資深童軍港島第51旅 - 聖約翰士護士見習隊 - 公益少年團 - 少年警訊 | - 中文學會 - 英文學會 - 地理學會 - 科學學會 - 生物學會 - 電子學會 - 電腦學會 | - 合唱團 - 舞蹈組 - 銀樂隊 - 鼓隊 - 口琴隊 - 美樂笛隊 - 國樂隊 | - 天文學會 - 攝影學會 - 體育學會 - 空手道學會 - 棋藝學會 - 美術學會 - 模型學會 | - 書法學會 - 中國歷史學會 - 戲劇學會 |

## 校園設施
蘇浙公學設有多個設施，其中校內的邵逸夫爵士圖書館於1973年5月開幕。
- 天后廟道配水庫遊樂場
  - 蘇浙公學在平日上課時間租用此遊樂場，以提供除學校操場外，另一個專為蘇浙學生專用的體育課場所
- 賽西湖公園及其快餐亭
- 賽西湖商場
- 寶馬山消防局暨救護站

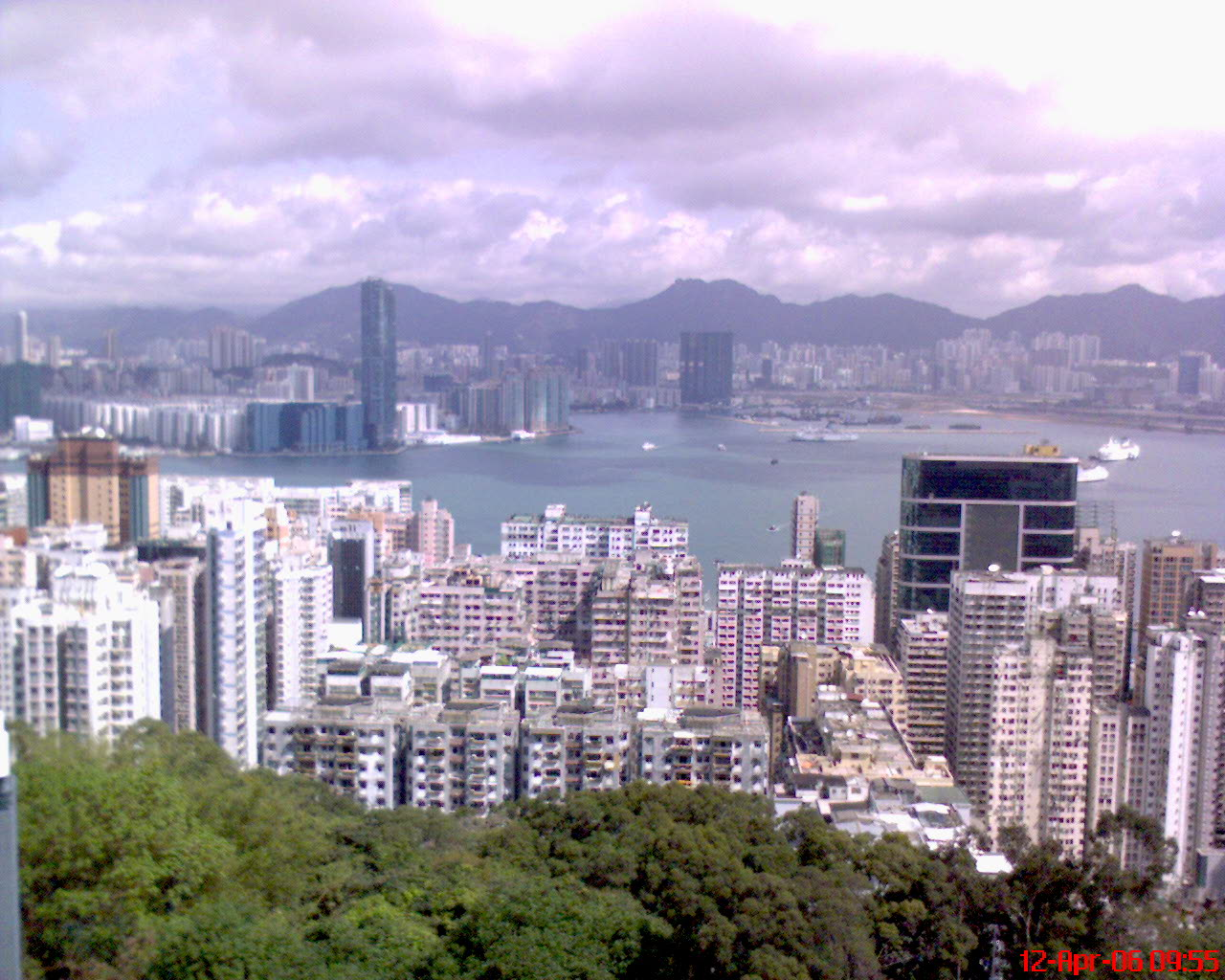
維多利亞港風光如畫海景，可看到興建中的翔龍灣以及地標海名軒
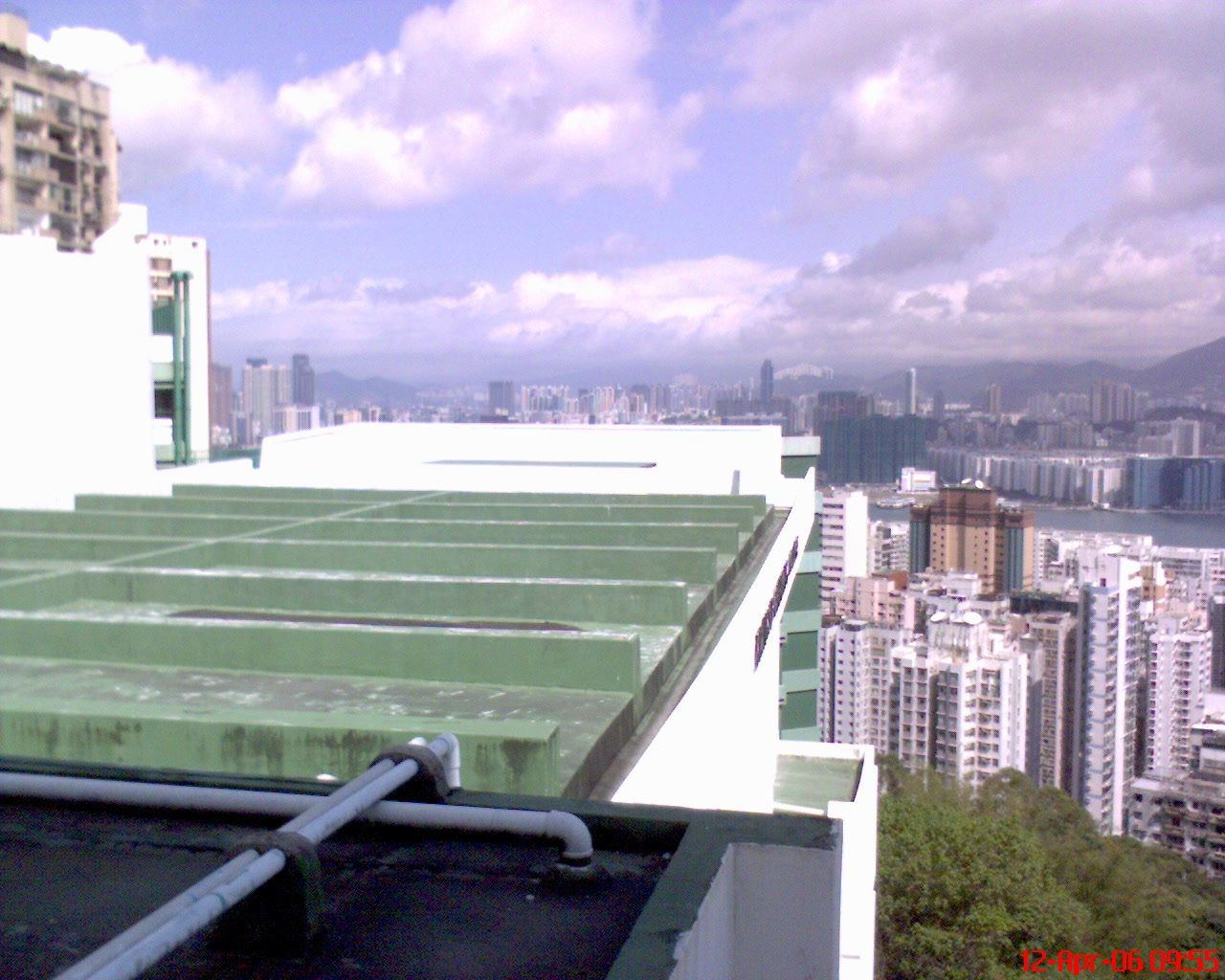
維多利亞港海景，可看到凱旋門及紅灣半島
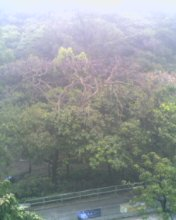
賽西湖公園翠綠山景
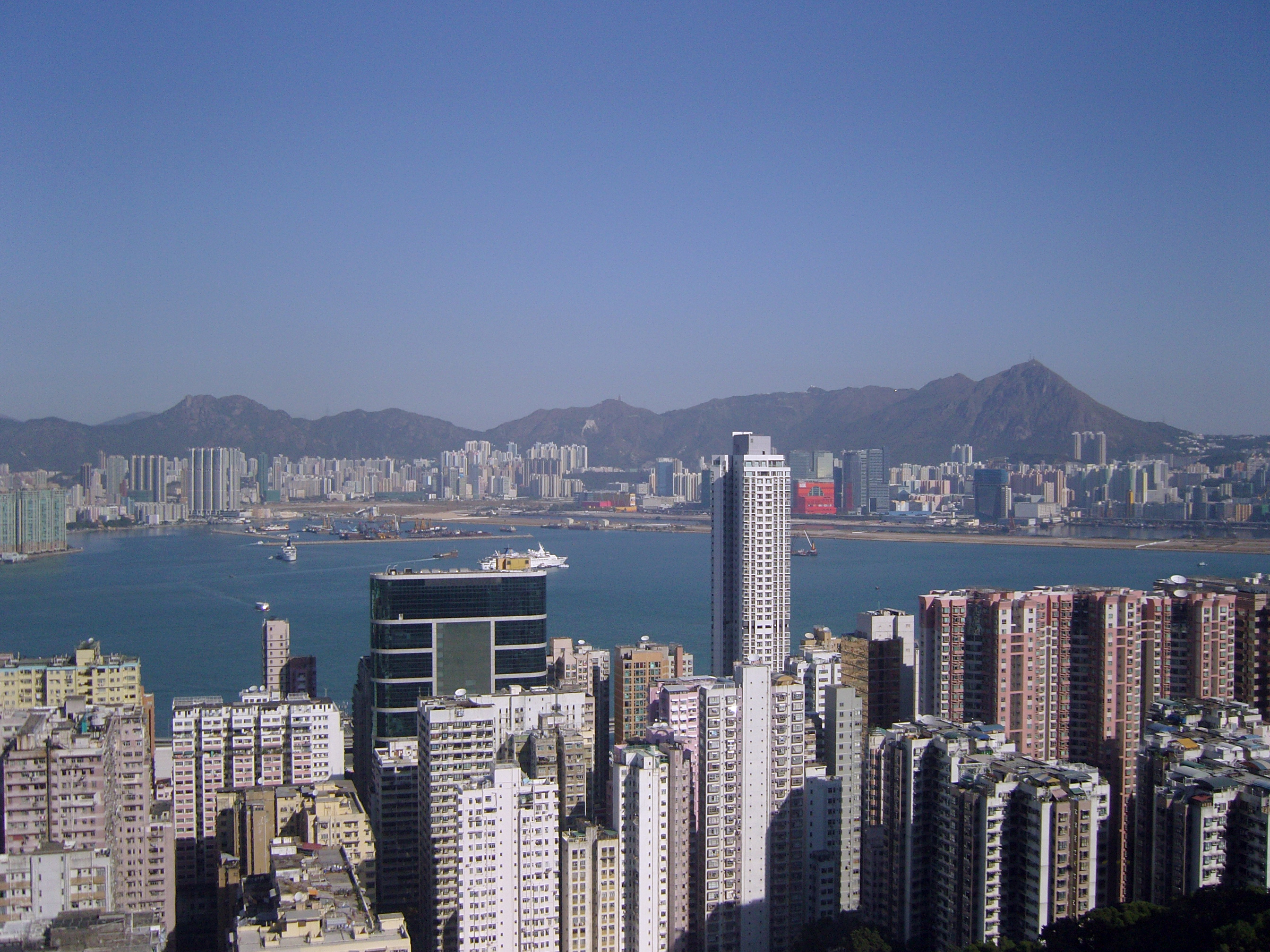
從北樓梯間遠眺舊啟德機場跑道
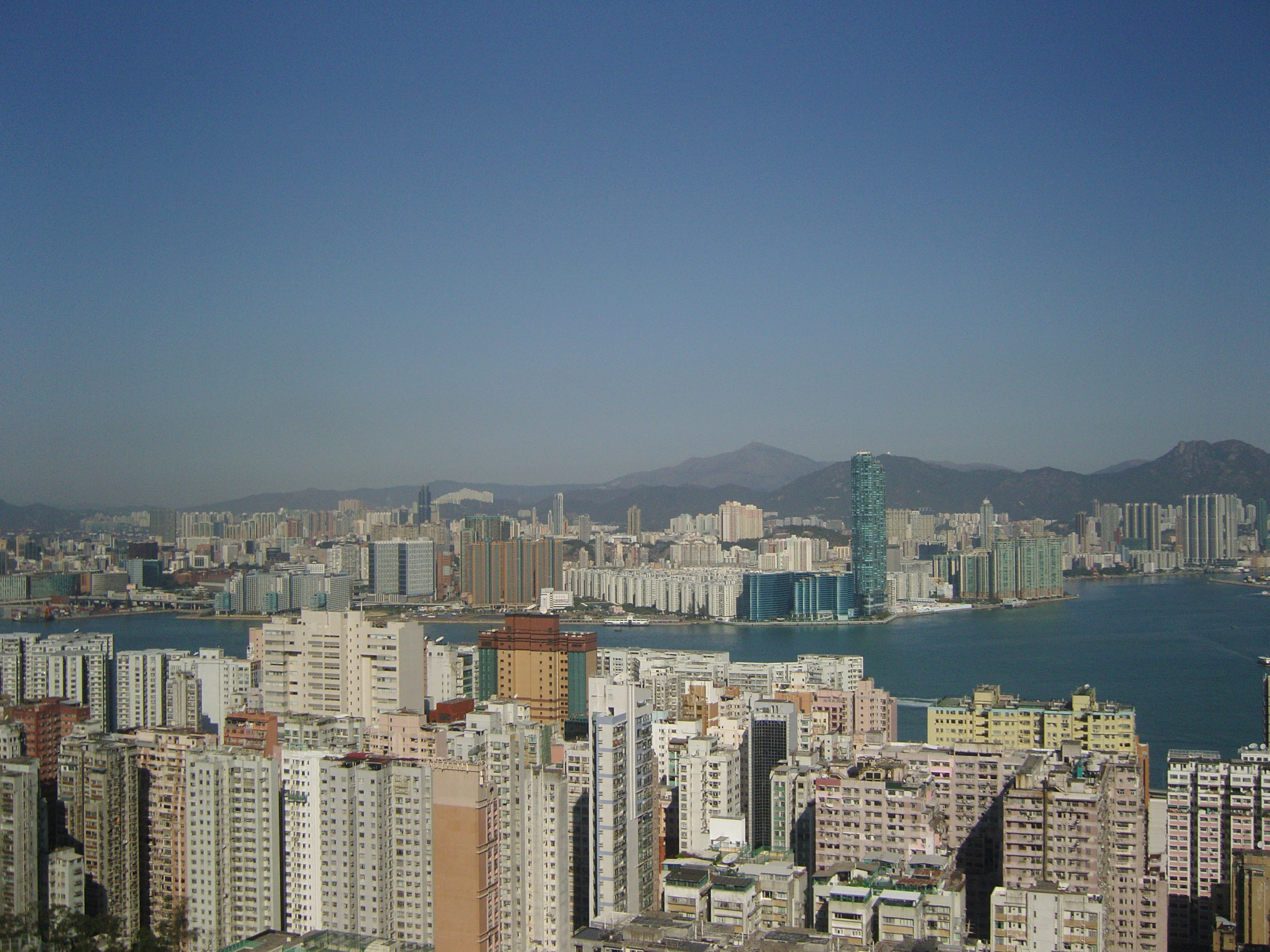
從北樓梯間遠眺紅磡
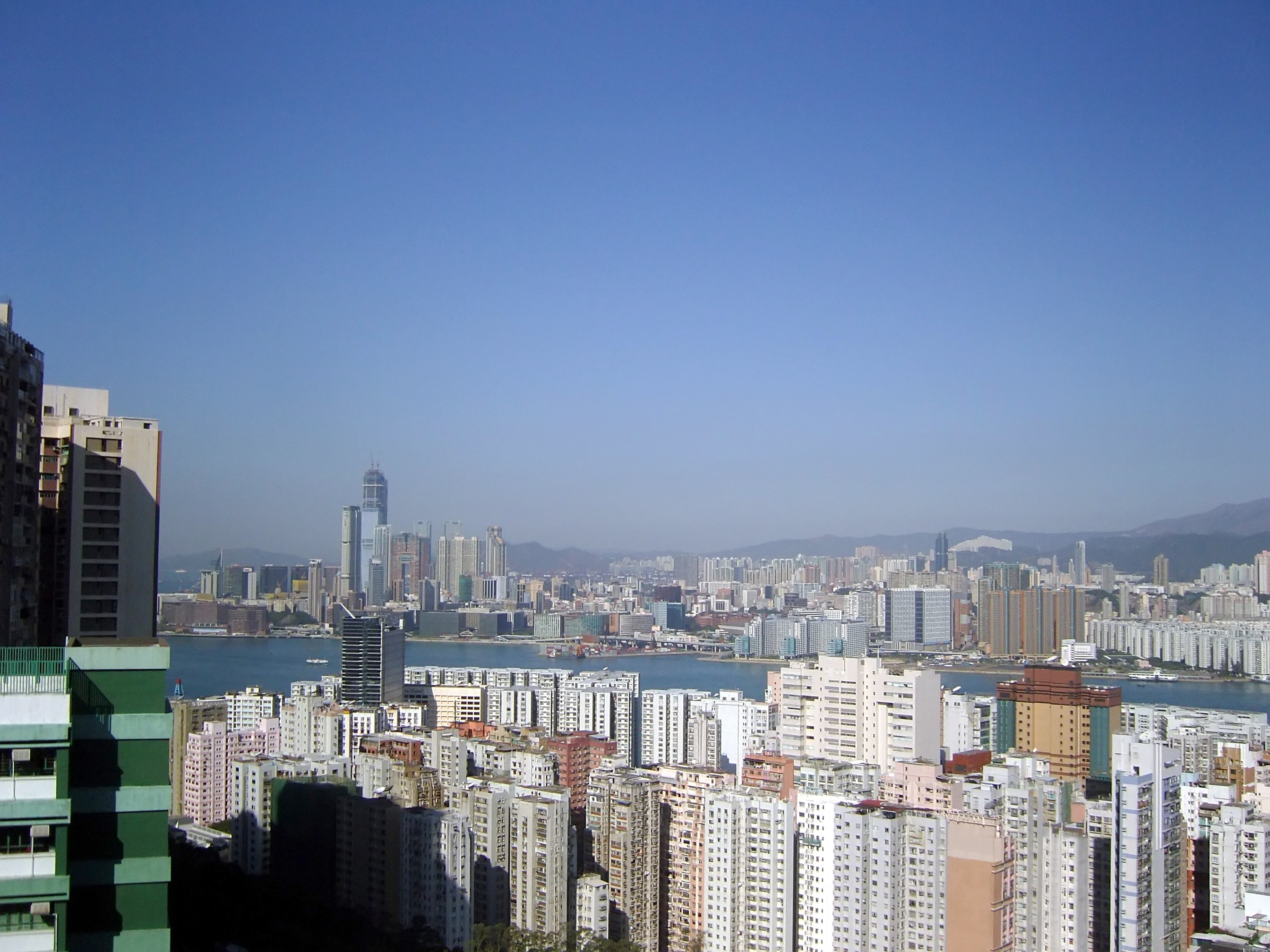
從北樓梯間遠眺尖東
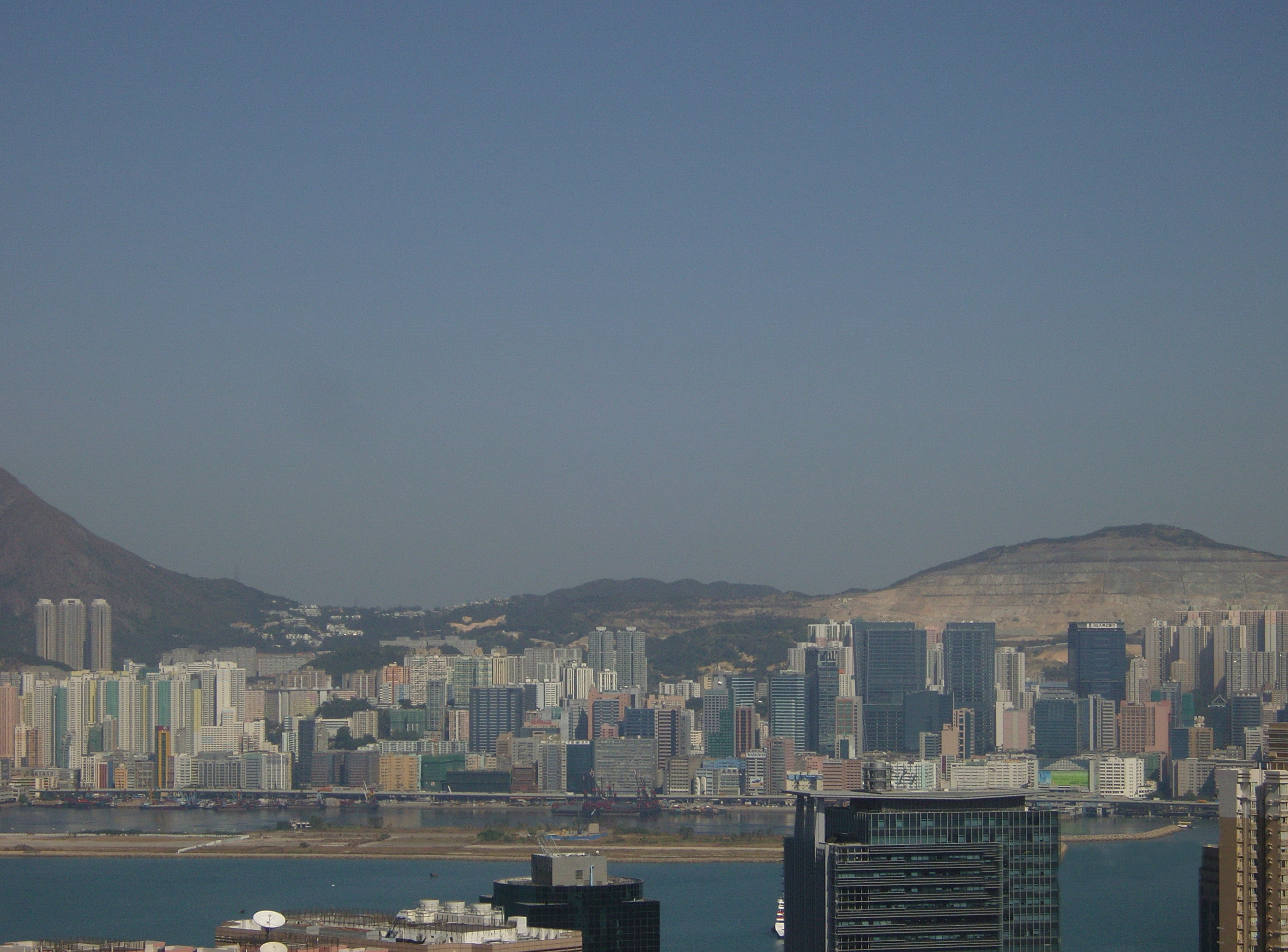
從北樓梯間遠眺東九龍

## 校服
蘇浙公學的男生在冬季和夏季均必須繫上綠色領呔，為香港少數要求學生在夏季必須打呔的學校。
此外，本校要求全體學生在有體育課的上課日自行攜帶全套體育服裝及運動鞋回校，在上課前約五分鐘及下課後的小息更換，為香港少數禁止學生直接穿著體育服裝回校及放學的學校（ 有特別活動的日子除外 ）。

## 著名／傑出校友
蘇浙公學於1960年7月成立校友會。1977年6月，為應付教學需要，校方加建課室。
演藝界
- 汪明荃：香港著名藝人[18]（1965年中五[19]）[20]
- 李司棋：香港著名藝人
- 張瑪莉：前香港女藝人（1973年中五）[21][22]
- 柯清輝：銀行家、思捷環球非執行主席兼非執行董事
- 關淑怡：香港著名藝人[18]
- 李蕙敏：香港著名藝人[18]
- 劉浩龍：香港著名藝人[18]
- 王艷娜：前香港亞洲電視女藝人
- 葉凱茵：無綫電視女演員
- 姚浩政：無綫電視男演員
- 賀峰：香港影藝聯盟創立人、香港珠海學院跨媒體製作課程講師
- 張之珏：香港著名藝人（1968年中五）[23][24]
- 范振鋒：香港男藝人[25]
- 王雅琳：香港電影監製
- 倪震：前香港電台和商業電台節目主持人、《Yes!》雜誌創辦人之一、香港作家（1983年預科畢業）
- 李有毅：前香港電視節目主持人（1978年中六）[26]
- 余漢翁：香港小交響樂團主席（1962年中五）[27]
- 李若彤：香港女演員[28]（1980年中一上學期）
- 蔡瓊輝：前香港女演員[29]
- 錢佩佩：香港電台節目主持
- 洪欣：香港女演員

政界、公共事業界
- 邵家輝，JP：立法會議員（批發及零售界）[30]
- 黃學禮：香港2015年至2019年沙田松田區區議員，應屆最年輕區議員
- 楊德斌：政府資訊科技總監、前香港科技園公司首席企業發展總監[31]
- 林天福，JP：機場管理局行政總裁
- 何俊仁：現任支聯會主席、前屯門區議會（樂翠選區）議員、香港民主黨前主席及前立法會議員（區議會（第二））[註 3]
- 林秉恩：前衛生署署長[18]
- 張之琛：已故前警務處助理處長
- 嚴元浩，SBS：前律政司法律草擬專員、香港城市大學及香港樹仁大學特聘教授、香港鄰舍輔導會副會長
- 徐茂志：前首席助理規劃環境地政司（1969年中五）[32]
- 李天柱：前香港民航處處長[33]

醫學界、商界
- 范上達，SBS：世界肝臟移植專家
- 周安橋：九龍倉集團第一副主席（1968年中五）[34]

其他界別
- 馮堅成：香港新聞從業員
- 鄧特抗：大學教育資助委員會秘書處秘書長、前香港大學社會科學學院院長以及前新加坡管理大學社會科學學院院長兼教授（1976年中五；1978年中七）[35]
- 譚偉釗：東華三院醫務顧問[20]
- 樓曾瑞：迦密主恩中學創校校長、明光社主席及靈實恩光學校校監[36]
- 羽智雲：前伊斯蘭脫維善紀念中學校長[37]（1969年中五）